# قبر زمبيل فروش
قبر زمبيل فروش أو ضريح بائع السلال (بالكردية: قەبری زەمبیلفرۆش ‏) وهو ضريح للأمير الكردي سعيد بن الأمير حسن امير مدينة فارقين الواقعة حاليا في جنوب تركيا وقد اشتهرت قصة زمبيل فروش في الأدب الكردي، ويقع الضريح في نواحي بلدة باطوفا في محافظة دهوك.

## صور

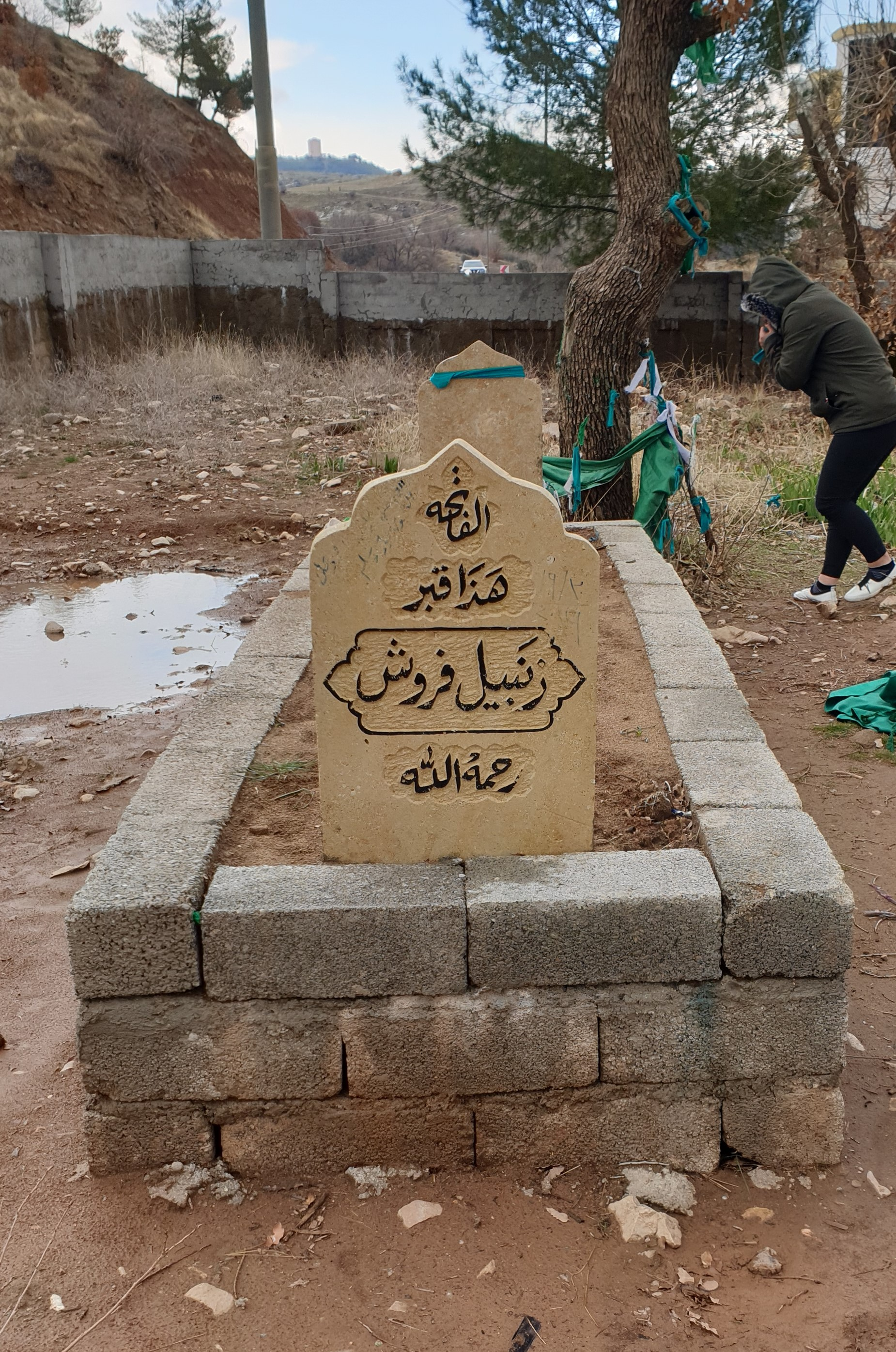
قبر الامير سعيد المعروف بزمبيل فروش
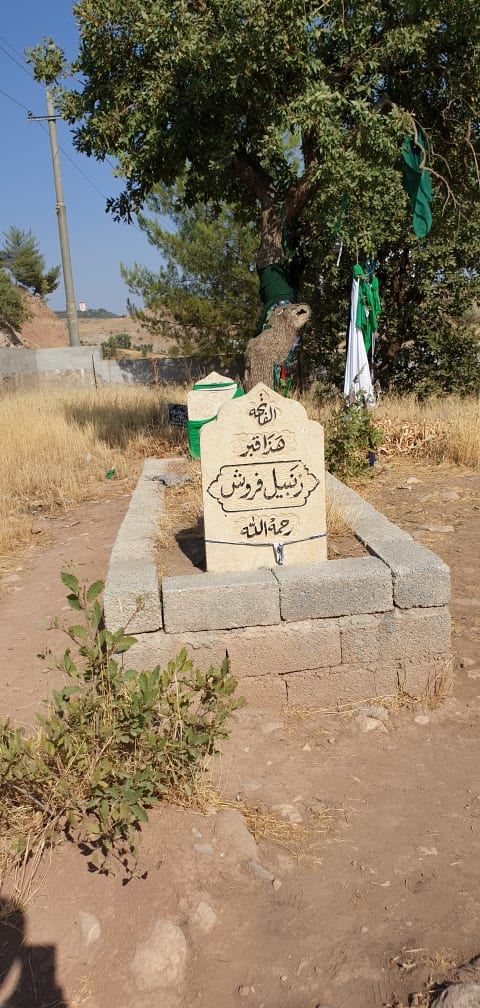
قبر الامير سعيد المعروف بزمبيل فروش
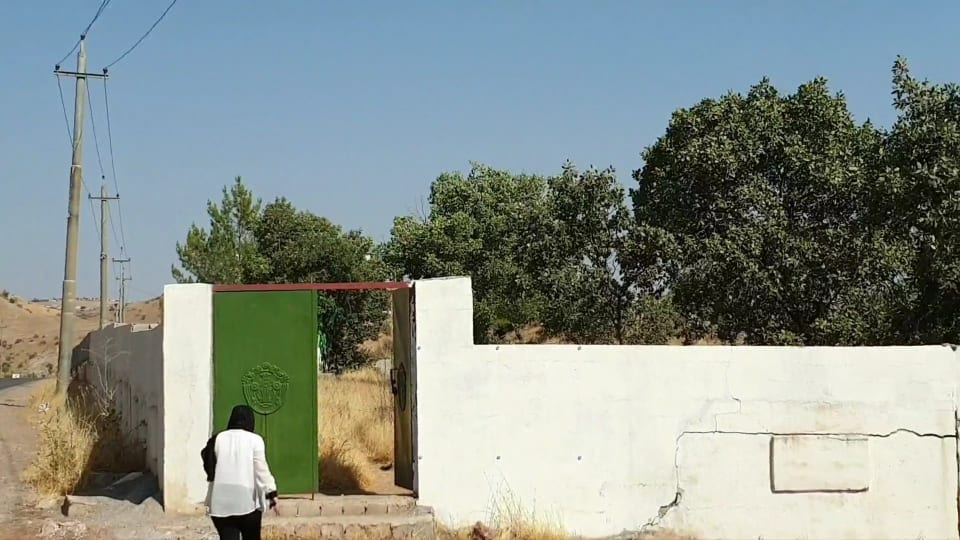
حائظ ضريح زمبيل فروش